# Фен Чже
Фен Чже  (кит.: 冯喆, 19 листопада 1987) — китайський гімнаст, олімпійський чемпіон.

## Виступи на Олімпіадах
| Олімпіада   | Дисципліна       | Місце    |
| ----------- | ---------------- | -------- |
| Лондон 2012 | командний залік  | 1        |
| Лондон 2012 | вільні вправи    | 40 r1/2  |
| Лондон 2012 | паралельні бруси | 1        |
| Лондон 2012 | перекладина      | 14 r1/2  |
| Лондон 2012 | кільця           | 24T r1/2 |